# Северный ветер (фильм)
«Северный ветер» — российский полнометражный художественный фильм Ренаты Литвиновой. Премьера фильма была запланирована на 26 ноября 2020 года, но позднее была перенесена на 6 февраля 2021 года.
«Северный ветер» — это пьеса Литвиновой, постановка которой шла на сцене МХТ имени Чехова с 2017 года. «Фильм не будет повторением моей постановки в МХТ, это будет что‑то новое, скорее, продолжение пьесы», — сказала Литвинова. В интервью с Ксенией Собчак Рената Литвинова призналась, что сюжет экранизации будет значительно отличаться от театральной пьесы. Режиссёр даже заявила, что думала заменить название фильма, чтобы он не ассоциировался у зрителей со спектаклем. Тем не менее, «Северный ветер» сохранил своё имя.
Фильм посвящён Кире Муратовой.

## Сюжет
Глава Северного клана Третьих северных полей Маргарита (Рената Литвинова) с секретарём Мишей (Кирилл Трубецкой) и камердинером Василием (Василий Горчаков) пытаются убежать от артиллерийского обстрела. Голос Маргариты за кадром рассказывает семейную легенду, что на циферблате принадлежащих клану часов выбит тринадцатый час, в который члены клана могут спрятаться от смерти, и начинает рассказывать историю, начавшуюся тридцать лет назад.
Каждый Новый год члены клана отмечают вместе. На очередной праздник приезжают невеста сына и наследника Маргариты Бенедикта (Антон Шагин) — Фанни (Ульяна Добровская) и её старшая сестра Фаина (Софья Эрнст). Бенедикт влюблён в Фанни и собирается представить её семье. Маргарита предлагает Фаине остаться на праздник, но она отказывается. На праздник собираются хранительница сейфов клана — скупая сестра Маргариты Лотта (Галина Тюнина), постоянно приносящая в дом чужих животных и недодающая еды прислуге театралка и любительница Индии, мать Маргариты Вечная Алиса (Татьяна Пилецкая), которую Маргарита, как и себя, называет главой клана, со своей служанкой Тенью (Римма Коростелёва), немного полноватая и с большим носом внебрачная дочь Лотты Ада (Манана Тотибадзе), кузен Борис (Максим Суханов), военный. Фанни говорит Василию, что сама будет открывать шампанское. Перед боем курантов загадывают желания; Фанни говорит тост, что у неё теперь есть только одно желание — чтобы Бенедикт любил её одну, «до гроба и после гроба». Она рассказывает, что работает стюардессой и всегда любила самолёты. Бенедикт упрашивает Фанни остаться на ночь; Фанни говорит, что не хочет уезжать, но должна уйти в вечерний рейс. Маргарита обещает купить Фанни самолёт и просит её родить семье внука Хьюго. Кто-то звонит в дверь, но уходит; Маргарита много лет ждёт гостя, но не дожидается. Секретарь Миша передаёт Маргарите, что её внимания ищет богатый граф Роман, который дарит ей драгоценный перстень. Миша намекает, что брак с Романом мог бы серьёзно улучшить финансовое положение семьи, но Маргарита отказывается от подарка и отвергает ухаживания графа: «Я жду другого, Вам ли не знать».
Наутро приходит телеграмма: самолёт, на котором работала Фанни, попал в авиакатастрофу без выживших. Пока Маргарита и Лотта думают, как сообщить об этом Бенедикту, ему сообщает о трагедии Фаина и утешает его; на её лице видна улыбка.
Через несколько лет члены клана снова собираются на Новый год. Бенедикт женился на Фаине, у них родился сын Хьюго, первый несчастен в браке и не может забыть Фанни. Ада приезжает на праздник со своим женихом — пластическим хирургом профессором Жгутиком (Никита Кукушкин). Клан хранит деньги в зарытых в заснеженных полях сундуках, которые периодически откапывает Лотта; она рассказывает Маргарите, что после гибели Фанни деньги в сундуках начали гнить. На праздник приезжает оперная дива (Хибла Герзмава), после её выступления влюблённый кузен Борис старомодно ухаживает за ней, отрывая кусок её платья. Профессор Жгутик показывает семье Аду после операции; он сделал ей новый красивый нос. Бенедикт не замечает стоящую за новогодней ёлкой Фаину и признаётся семье, что ненавидит её, и особенно его раздражает исходящий от неё запах варёных яиц, которыми она завтракает. Когда Фаина выходит, семья делает вид, что ничего не произошло; у Фаины нервный срыв, испуганный Хьюго убегает в свою комнату.
Проходит ещё несколько лет. Дом клана становится всё более холодным и ветхим, Бенедикт всё больше пьёт. На очередной Новый год он дарит не интересующейся авиацией Фаине маленький самолёт под названием «Фанни» и кричит ей, что она должна научиться летать, как покойная сестра, и наконец-то улететь подальше. Фаина царапает обшивку самолета ножом. Маргарита безуспешно пытается научить в одиночку обедающую варёными яйцами Фаину открывать шампанское, как это делала её сестра. Маргарита признаётся, что надеялась, что Бенедикт полюбит Фаину, и ей жаль, что этого не случилось. Когда Фаина уходит, Маргарита говорит Мише, что с ней надо что-то делать.
За пять лет самолёт так ни разу и не взлетел. Он ржавеет под окнами особняка клана. На очередной праздник врывается с револьвером профессор Жгутик; Бенедикт отнимает револьвер и бьёт его в лицо, чтобы успокоить. Он рассказывает, что Ада завела роман с женщиной; ему никто не верит, кроме Фаины. Позже приходит Ада и признается, что это правда. Алиса признаётся, что и у неё в молодости был роман с женщиной; вся семья обсуждает любовницу Ады. Бенедикт при повзрослевшем сыне (Михаил Гавашели) опять говорит семье, что ненавидит жену. Ночью Жгутик подмешивает Аде снотворное и снова делает ей пластическую операцию, возвращая ей старый уродливый нос. Ада уезжает из семьи к любовнице, а Жгутик остается в доме клана.
На следующий праздник Жгутик дарит Маргарите газ для общего наркоза. Миша рассказывает Маргарите о своей несчастной любви; позже Лотта ловит его подглядывающим за Маргаритой в ванной. Маргарита пробует газ Жгутика; во сне ей видится Фанни. Всё больше пьющий Бенедикт просит Фаину дать ему развод. Деньги в сундуках Лотты продолжают гнить ещё сильнее. Маргарита понимает, что Лотта умирает; она уже с трудом ходит самостоятельно и передвигается в кресле. Лотта делится с Маргаритой своим последним желанием: она влюбилась в актёра, которого видела в театре, и хочет с ним познакомиться и поехать к нему в Индию.
К следующему Новому году Лотты не стало. На землях клана начинаются военные действия, в них гибнет кузен Борис. Хьюго произносит новогодний тост: он желает Маргарите, чтобы она дождалась звонка своего гостя. Бенедикт рассказывает семье, что каждый год загадывает одно и то же желание: чтобы Фаина с ним развелась. Фаина обещает дать ему развод, если он скажет ей, что любит её, но Бенедикт не может этого сделать. Вместо этого он умоляет Маргариту «сделать что-нибудь». Маргарита говорит Фаине, что очень её любит, и упрашивает её дать Бенедикту развод. Фаина отказывается и кричит Маргарите, что она воняет, так же, как однажды кричал про неё саму Бенедикт. После этого Маргарита уходит с праздника и встречает бой курантов на самой высокой крыше Северных полей с главными часами с Мишей и Василием.
Фаина говорит Маргарите, что ей никогда не позвонит тот, кого она ждёт, и желает ей умереть. Миша с Маргаритой нанимают актрису Матильду (Светлана Ходченкова), чей голос похож на голос покойной Фанни, чтобы она изводила Фаину звонками от якобы покойной сестры («три раза утром и двадцать раз ночами, с двенадцати до трёх»). От постоянных звонков у Фаины случается нервный срыв, она начинает разбивать телефонные аппараты и носить на шее петлю висельницы. После очередного звонка Маргарита берёт трубку, говорит Матильде, что Фаина уехала навсегда и просит её больше не звонить. Фаина понимает, что звонки организовала Маргарита. Маргарита просит её дать Бенедикту развод и уехать из их дома. Фаина отвечает, что разведётся, если её об этом попросит Бенедикт, а не Маргарита; Маргарита показывает ей прошения Бенедикта о разводе, которые она просила его не подавать, надеясь, что Фаина разведётся с ним добровольно. Фаина снова отказывается, и тогда Маргарита предлагает ей вместе поехать к Бенедикту. В машине она снова предлагает Фаине подписать бумаги о разводе и обещает ей за это любые деньги. Фаина сначала соглашается, но потом рвёт бумаги. После этого Маргарита даёт прячущемуся на заднем сидении Мише сигнал задушить Фаину. Они вешают труп в доме, имитируя ее самоубийство.
На похоронах Фаины Хьюго сообщает Маргарите, что принял решение уйти воевать. Она пытается отговорить его, но он говорит ей, что «всё знает». Бенедикт не замечает ухода сына. Он с трудом садится в полусгнивший самолёт, купленный в честь Фанни, и взлетает перед шокированными слугами; ему чудится, что в соседнем кресле сидит Фанни.
Генерал идет по заснеженному лесу. В нём сидит в одиночестве с собакой постаревшая Маргарита. Кадр резко меняется; молодая Маргарита спит в пустом вагоне метро. Обратной съёмкой показывается, как Маргарита проходит в вестибюле, спускается на эскалаторе, заходит на станцию «Тринадцатую». «Однажды я проснусь в очередной новой жизни, чтобы дождаться тебя уже здесь — или мне это только снится, или у нас у всех есть этот лишний час — тринадцатый, в котором мы сильнее смерти, ради любви». Съёмка переходит в нормальную. Во второй раз показываются те же кадры, но на этот раз на скамейке в вестибюле сидит генерал. Сначала Маргарита проходит мимо и лишь кратко оглядывается на него, но через несколько мгновений резко оборачивается. В кадре появляется тот самый пустой вагон, который быстро несётся сквозь тоннель в неизвестность.

## Саундтрек
Вся музыка написана Земфирой Рамазановой, кроме дорожек 3, 5, 7 — Дмитрием Емельяновым.
| №                   | Название                         | Длительность |
| ------------------- | -------------------------------- | ------------ |
| 1.                  | «Северная прелюдия»              | 1:28         |
| 2.                  | «Фанни»                          | 2:09         |
| 3.                  | «Шкатулка»                       | 0:52         |
| 4.                  | «Ария Дивы»                      | 2:24         |
| 5.                  | «Сундуки Лотты»                  | 2:02         |
| 6.                  | «Злой человек»                   | 1:56         |
| 7.                  | «Ребёнок»                        | 1:42         |
| 8.                  | «Бенедикт»                       | 4:58         |
| 9.                  | «Сука»                           | 1:07         |
| 10.                 | «Маргарита»                      | 1:58         |
| 11.                 | «Фанни» (piano version)          | 1:27         |
| 12.                 | «Смерть Фанни»                   | 1:21         |
| 13.                 | «Прах»                           | 2:42         |
| 14.                 | «Злой человек» (Archive version) | 5:39         |
| 15.                 | «Фло»                            | 4:49         |
| Общая длительность: | Общая длительность:              | 36:34        |

«Арию Дивы» (дорожка 4) исполняет Хибла Герзмава.
В версии фильма 2021 года на титрах звучит песня Земфиры «Крым». Во время ретроспективного показа фильма в Риге 17 сентября 2023 года была представлена новая версия фильма с новым финалом. На титрах была использована концертная версия песни Земфиры «Во мне».

## В ролях
- Рената Литвинова — Маргарита
- Антон Шагин — Бенедикт
- Софья Эрнст — Фаина
- Галина Тюнина — Лотта
- Татьяна Пилецкая — Вечная Алиса
- Светлана Ходченкова — Матильда
- Никита Кукушкин — профессор Жгутик
- Ульяна Добровская — Фанни
- Манана Тотибадзе — Ада
- Максим Суханов — кузен Борис
- Кирилл Трубецкой — секретарь Миша
- Михаил Гавашели — Хьюго
- Мария Бердинских — девочка без имени
- Василий Горчаков — камердинер Василий
- Римма Коростелёва — тень Алисы
- Амин Хуратов — генерал Авиационный Флакон (Он)
- Хибла Герзмава — певица по вызову (Оперная Дива)

## Съёмочная группа
- Рената Литвинова — продюсер, автор сценария, режиссёр
- Надежда Соловьёва — продюсер
- Земфира Рамазанова — композитор
- Олег Лукичёв — главный оператор

## Производство
Изначально «Северный ветер» был спектаклем Литвиновой, режиссёрским дебютом в Московском Художественном театре им. А. П. Чехова. Рената дала своей пьесе жанр «реальная фантасмагория», премьера которой состоялась 22 мая 2017 года. Сюжет спектакля несколько отличался от фильма. На сцене МХТа большая советская семья, бриллианты которых закопаны где-то в саду, празднует сразу тринадцать новых годов, который сменяются один за другим.
Художником по костюмам героини Ренаты Литвиновой выступил креативный директор модного дома Balenciaga Демна Гвасалия.
В декабре 2018 года Рената Литвинова дала масштабное интервью журналу «Vogue Russia» и снялась в видео для их ютуб-канала. В нём она рассказала о съёмке фильма и собственных ощущениях от своей работы:

Вообще для меня этот фильм — мой личный блокбастер. Гигантские декорации, много актёров с выдающимися ролями в перспективе. Никогда я не снимала семейную сагу — фэнтези, костюмированную, сказочную, как из моего сна. А в театре было камерно — как репетиция перед большим кино. У нас даже художника-постановщика не было, настолько мы все относились к проекту как к эксперименту. Полноценных декораций — только стол, стулья, елка и окно. Земфира своей музыкой заменила декорации. Ещё Рома Литвинов написал эмбиенсы — это важнейшая часть спектакля — атмосфера северного дома!
В съёмках принимал участие Михаил Ефремов, но в окончательный монтаж его роль не вошла.
30 сентября в галерее современного искусства «Триумф» Рената Литвинова совместно с фотографом и дизайнером Гошей Рубчинским презентовала авторскую выставку «Северный ветер» и книгу, посвященную одноименному фильму.

## Отзывы
Картина получила множество положительных отзывов от критиков и изданий.
Владимир Познер в своем блоге сказал следующее:

Мне очень понравилось, ведь это не просто кино — фантасмагория, которая поражает красотой с первого кадра, увлекает и заставляет съежиться от пронизывающего холода. В центре драмы женщины северных полей, такие прекрасные и могущественные. Но их ранит любовь. Звездный состав, фантастические костюмы и музыка Земфиры не оставляют шанса не влюбиться в эту историю.
Дмитрий Быков также положительно отозвался о фильме:

Вы знаете, я ведь смотрел его задолго до официального показа и давал подписку молчать. Сейчас уже могу сказать, что это первая картина Литвиновой, которая мне понравилась по-настоящему. Больше того: это лучшее, что она пока сделала в искусстве. Я так и сказал Ренате и добавил, что вижу очень сильное хамдамовское влияние.
Антон Долин в статье на новостном портале Meduza заявил, что дать точную оценку «Северному ветру» будет сложно:

Диапазон оценок этого фильма может оказаться самым широким в новейшей истории российского кино — от резкого отторжения, презрения и даже ненависти до фанатичного обожания и обморока любви. И нет, это не уловка вежливого рецензента, который не отваживается поругать и стесняется похвалить, а искренняя растерянность. Для фестивального кино (а мировая премьера «Северного ветра» состоялась в обожающем андеграунд и любой другой «неформат» Роттердаме) — то, что нужно.